# Python Pro
Python Pro er et dansk cykelmærke, grundlagt af Leif Nielsen i 2002 i Vordingborg.
Blandt hold og ryttere som er, eller har været, sponseret af Python Pro er CULT Energy Pro Cycling, BHS-PL Beton Bornholm og Lasse Norman Hansen.